# Советские социалистические республики (третья серия марок)
«Сове́тские социалисти́ческие респу́блики» третья серия — многолетняя тематическая серия почтовых марок СССР, посвящённая юбилеям Советских социалистических республик, которая выпускалась в 1970—1974 годах (с 18 марта 1970 года по 4 сентября 1974 года согласно каталогу почтовых марок Михель).
Полные описания почтовых марок этой многолетней серии можно посмотреть здесь:
- 9. 50-летие союзных советских социалистических республик. Начало серии и далее по годам.

Только три из шести задействованных каталогов — русский каталог с нумерацией ЦФА (ЦФА), русский каталог «Стандарт-Коллекция» (SC) и немецкий каталог Михель (Michel) — показали одинаковый состав этой многолетней фиксированной серии.
Остальные каталоги разбили каталожную серию из 9 марок на подсерии:
- американский каталог Скотт (Scott) — на 4 подсерии[4];
- английский каталог Стэнли Гиббонс (SG) — на 10 подсерий[5];
- французский каталог Ивер и Телье (Yvert) — на 10 подсерий[6].

Французский каталог «Ивер и Телье» (фр. Yvert et Tellier) объединил в одну серию 13 марок 1970—1971 годов из разных многолетних серий, в том числе из этой серии. Подробности приведены в разделе Слабое пересечение серий.
Здесь 9 марок, это 5-летняя серия, отношение размера серии к её длительности: 1,8. Первый номер серии ЦФА 3865, дата выпуска марки с первым номером серии 1970-3-18.
| Советские социалистические республики 3 (1970—1974) | Советские социалистические республики 3 (1970—1974) | Советские социалистические республики 3 (1970—1974) | Советские социалистические республики 3 (1970—1974) | Советские социалистические республики 3 (1970—1974) | Советские социалистические республики 3 (1970—1974) | Советские социалистические республики 3 (1970—1974) | Советские социалистические республики 3 (1970—1974) | Советские социалистические республики 3 (1970—1974) | Советские социалистические республики 3 (1970—1974) | Советские социалистические республики 3 (1970—1974) |
| №                                                   | Дата                                                | ЦФА                                                 | SC                                                  | Scott4                                              | Michel                                              | SG3                                                 | Yvert2                                              | Ном.                                                | Кр.опис-е                                           | Изобр-е                                             |
| --------------------------------------------------- | --------------------------------------------------- | --------------------------------------------------- | --------------------------------------------------- | --------------------------------------------------- | --------------------------------------------------- | --------------------------------------------------- | --------------------------------------------------- | --------------------------------------------------- | --------------------------------------------------- | --------------------------------------------------- |
| 1                                                   | 1970-3-18Mi                                         | 3865                                                | 3793                                                | 13713                                               | 3741                                                | 13802                                               | 13595                                               | 4к                                                  | 50-летие Азербайджанской ССР                        |                                                     |
| 2                                                   | 1970-6-16Mi                                         | 3866                                                | 3794                                                | 23751                                               | 3777                                                | 13804                                               | 13597                                               | 4к                                                  | 50-летие Казахской ССР                              |                                                     |
| 3                                                   | 1970-6-16Mi                                         | 3867                                                | 3795                                                | 23750                                               | 3776                                                | 13803                                               | 13594                                               | 4к                                                  | 50-летие Армянской ССР                              |                                                     |
| 4                                                   | 1971-1-12Mi                                         | 3968                                                | 3893                                                | 33813                                               | 3844                                                | 23902                                               | 13596                                               | 4к                                                  | 50-летие Грузинской ССР                             |                                                     |
| 5                                                   | 1974-9-4Mi                                          | 4384                                                | 4325                                                | 44241                                               | 4281                                                | 34323                                               | 24078                                               | 4к                                                  | 50-летие Узбекской ССР и компартии                  |                                                     |
| 6                                                   | 1974-9-4Mi                                          | 4385                                                | 4326                                                | 44239                                               | 4278                                                | 34320                                               | 24075                                               | 4к                                                  | 50-летие Молдавской ССР                             |                                                     |
| 7                                                   | 1974-9-4Mi                                          | 4386                                                | 4327                                                | 44238                                               | 4280                                                | 34319                                               | 24074                                               | 4к                                                  | 50-летие Киргизской ССР                             |                                                     |
| 8                                                   | 1974-9-4Mi                                          | 4387                                                | 4328                                                | 44242                                               | 4279                                                | 34321                                               | 24076                                               | 4к                                                  | 50-летие Таджикской ССР                             |                                                     |
| 9                                                   | 1974-9-4Mi                                          | 4388                                                | 4329                                                | 44240                                               | 4277                                                | 34322                                               | 24077                                               | 4к                                                  | 50-летие Туркменской ССР и компартии                |                                                     |